# Équipe de France de football en 1936
Chronologie
Saison précédente Saison suivante
L'équipe de France joue quatre matches en 1936 pour deux victoires et deux défaites. 
Le 6 mai Gaston Barreau devient sélectionneur unique. Le Comité de sélection n'existe plus et Kimpton est écarté.
La FIFA interdit les remplacements même en match amical (sauf pour le gardien).

## Les matchs
| Date             | Stade                                           | Adversaire      | Score | Comp | Buteurs français                |
| 12 janvier 1936  | Parc des Princes Paris, France                  | Pays-Bas        | D 1-6 | A    | Courtois (64e)                  |
| 9 février 1936   | Parc des Princes Paris, France                  | Tchécoslovaquie | D 0-3 | A    | -                               |
| 8 mars 1936      | Stade olympique Yves-du-Manoir Colombes, France | Belgique        | V 3-0 | A    | Courtois (37e, 54e) & Rio (48e) |
| 13 décembre 1936 | Parc des Princes Paris, France                  | Yougoslavie     | V 1-0 | A    | Keller (19ecf)                  |

A : match amical.

## Les joueurs
| Joueurs                                                            |     |    |    |    |
| Gardiens de but                                                    |     |    |    |    |
| René Llense (FC Sète) (6esélection)                                | 90  |    |    |    |
| Laurent Di Lorto (Olympique de Marseille) (1resélection)           |     | 90 | 90 |    |
| Robert Défossé (Olympique lillois) (9eet dernière sélection)       |     |    |    | 90 |
| Défenseurs                                                         |     |    |    |    |
| Étienne Mattler (FC Sochaux)                                       | 90  | 90 |    |    |
| Raoul Diagne (Racing Paris) (5esélection)                          | 90  |    |    |    |
| Jules Vandooren (Olympique lillois)                                |     | 90 |    | 90 |
| Joseph Gonzales (SC Fives) (1reet dernière sélection)              |     |    | 90 |    |
| Charles Zehren (CS Metz) (1reet dernière sélection)                |     |    | 90 |    |
| Georges Beaucourt (Olympique lillois) (1reet dernière sélection)   |     |    |    | 90 |
| Milieux                                                            |     |    |    |    |
| Edmond Delfour (Racing Paris)                                      | 90  | 90 | 90 |    |
| Georges Verriest (Racing Club de Roubaix) (dernières sélections)   | 90  | 90 |    |    |
| Louis Gabrillargues (FC Sète)                                      | 26  | 90 |    |    |
| Maurice Banide (Club français) (9eet dernière sélection)           | r64 |    |    |    |
| Maxime Lehmann (FC Sochaux) (2dsélection)                          |     |    | 90 |    |
| Raymond François (RC Lens) (1reet dernière sélection)              |     |    | 90 |    |
| Mathieu André (FC Rouen) (1resélection)                            |     |    |    | 90 |
| Jean Gautheroux (Racing Club de Roubaix) (2det dernière sélection) |     |    |    | 90 |
| Émilien Méresse (SC Fives) (1reet dernière sélection)              |     |    |    | 90 |
| Attaquants                                                         |     |    |    |    |
| Roger Courtois (FC Sochaux)                                        | 90  | 90 | 90 | 90 |
| Alfred Aston (Red Star Olympique)                                  | r68 |    |    | 90 |
| Jules Monsallier (FC Sète) (3eet dernière sélection)               | 90  |    |    |    |
| Émile Veinante (Racing Paris) (13esélection)                       | 90  |    |    |    |
| André Cheuva (SC Fives) (7eet dernière sélection)                  | 90  |    |    |    |
| Aimé Nuic (CS Metz/SC Fives) (2det dernière sélection)             | 22  |    |    |    |
| Ali Benouna (FC Sète) (uniques sélections)                         |     | 90 | 90 |    |
| Roger Rio (FC Rouen)                                               |     | 90 | 90 |    |
| Jules Bigot (Olympique lillois) (1resélection)                     |     | 90 |    |    |
| Ignace (Valenciennes FC) (2esélection)                             |     | 90 |    |    |
| Pierre Duhart (FC Sochaux)                                         |     |    | 90 | 90 |
| Edmond Novicki (RC Lens) (1resélection)                            |     |    | 90 |    |
| Fritz Keller (RC Strasbourg) (6e)                                  |     |    |    | 90 |
| Oscar Heisserer (RC Strasbourg) (1resélection)                     |     |    |    | 90 |